# 上海电报局
上海电报局，是上海的地方电报局，创立自清朝末年。

## 上海电报局
光绪六年八月十二日（1880年9月16日），北洋通商大臣李鸿章奏请清廷设立津沪电线，八月十四日便获光绪帝批准。同年十月，在天津设立津沪电报总局。光绪七年二月（1881年3月），津沪电报总局在上海二洋泾桥北堍（今延安东路四川路口）设立上海电报局（又称上海电报分局），尽先选用道郑观应任总办，谢家福任会办，并聘一丹麦人任总管，筹办津沪电报线南段架线工程。:47后谢家福因病辞退，同年七月改委四品顶戴候选主事经元善任会办。:47同年十一月初四日，津沪电报线全线建成。十一月初八日，中国国内首条长途公众电报津沪直达电路及沿途各局同线工作电路通报，上海电报局对外营业。当时上海电报局在技术和业务上依赖大北电报公司，所以上海电报局的报房设在南京路5号的大北电报公司内。上海电报局为官款官办，隶属津沪电报总局。至此，上海已和苏州、镇江、大沽、天津直通电报。
光绪八年（1882年）初，上海电报局迁到外滩8号（今四川中路元芳弄21号），同年三月起，上海电报局招股商办，由清政府派员监督，成为官督商办，故又习称“商电局”。光绪二十六年（1900年），上海电报局又称上海电报沪局。光绪二十九年（1903年）三月，上海电报局改为官办，但资本仍然归商有，成为商款官办。光绪三十四年（1908年），全部商股由清政府收买，上海电报局从而改回官款官办。当时上海电报局有约200名职工。
民国2年（1913年），中华民国北京政府交通部在全国实行电政管理局制，江苏电政管理局设在上海，上海电报局改隶江苏电政管理局，并被列为一等甲级局。民国5年（1916年）8月，根据交通部撤销各个电政管理局并指定一等电报局兼理电政监督的指令，撤销江苏电政管理局，上海电报局兼理江苏电政监督，管辖江苏省54个电报局、5个电话局以及江苏省内全部电报干线、支线线路工程。民国11年（1922年）11月，交通部下令撤销各兼理电政监督，上海电报局恢复至原先地位，不再兼理江苏省电政监督。
民国13年（1924年）3月1日，上海电报局自外滩8号迁到四川路B字21号（今四川中路200号）原“德荷电报公司”内。民国14年（1925年），上海电报局被列为特等电报局，直属交通部管辖。当时上海电报局有约300名职工。
民国21年（1932年）10月，先后成立于清朝光绪年间及中华民国初期，与上海电报局平行的上海电报北局、南局、西局、高昌庙局等四个同城电报局（受理上海市民交发电报的机构）并入上海电报局。民国23年（1934年）5月1日，遵照有线、无线电报局合并的规定，上海无线电总台同上海电报局合并为新的上海电报局。上海市区的国内电报业务由此统一由上海电报局经营。民国24年（1935年）4月，因为吴淞已被划归上海市，所以吴淞电报局并入上海电报局。
1930年代，大东电报公司、大北电报公司、太平洋商务水线电报公司在中国各大城市招揽国际电报收发业务，上海电报局为了与之竞争而设业务稽查员，以联络拍发国际电报多的商贸单位及企业，使出洋报费收入明显增加。
民国25年（1936年）4月，交通部国际电信局遭裁撤，上海电报局奉命接管原来归该局管理的交通部上海广播电台，并负责监督民营广播电台、登记收音机、核发临时新闻电凭证、船舶电台的检验发照、船舶报务员的考验给照等职责。民国26年（1937年）6月，上海电报局共有1100名职工。
抗日战争全面爆发后，民国26年（1937年）11月28日，日军占领上海电报局，该局被迫停业。停业后，根据交通部电信总局的密令，上海电报局与同时停业的上海电话局共同组建上海电报电话留守处，转移电信器材，并开设秘密无线电台，保持同交通部的联系。民国27年（1938年），上海电报电话留守处在上海租界内建立了三个以美商名义经营，实为交通部留在上海公开营业的电信机构，分别为美商通信社、环球无线电公司、美商新闻无线电公司。民国30年（1941年）太平洋战争爆发后，这三个电信机构被日军占领而关闭。民国29年（1940年）11月，上海电报电话留守处与国际电台上海办事处合并，更名为上海报话局台保管处，秘密维持至1945年抗日战争胜利。

## 上海无线电报局
清朝光绪三十三年（1907年），吴淞至崇明的水线因受损而阻断，由于修复水线的时间长、花费大，江苏省官电局乃决定在吴淞、崇明两地建无线电台。光绪三十四年（1908年）九月完工，成立吴淞无线电报局、崇明无线电报局，负责收发商报。因为工程款由江南财政局拨给，所以隶属江南官电局管辖。
宣统元年（1909年）八月，邮传部上海电政局收购英国人在上海设的汇中旅馆与海上船舶通报的火花式长波无线电收发报机，移设至外滩8号上海电报局楼上，命名为上海三等无线电报局（又称黄浦滩电台），办理船舶电报业务，呼号起初是SNG，后来改成XSH。宣统三年（1911年），吴淞电台遭毁。民国3年（1914年），中华民国北京政府交通部重建吴淞电台。民国4年（1915年）1月1日，吴淞无线电报局对外营业，办理船舶电报业务，呼号XSG。民国4年（1915年）1月，上海三等无线电报局停止与船舶通报，改成专通崇明的商报。
民国16年（1927年）12月，国民政府军事委员会交通处在上海南市蓬莱路近潘坊芹圃设短波无线电台，公开收发商报。民国17年（1928年）1月，交通部在上海小沙渡路（今西康路）77号设第一电台，呼号XRA，同南京、福州、青岛通报。同年9月，在新闸路152号设第二电台。民国18年（1929年）1月，在新闸路152号同一地址设第三电台。同年3月，在外滩8号设第四电台。同年5月，在广东街（今新广路）10号设第五电台。这四个电台的呼号分别是XRA2至XRA5。同时自民国17年（1928年）8月起，国民政府建设委员会先后在蓬莱路近潘坊、闸北联珠里、汉口路申报馆等处设第一至第六电台。
民国17年（1928年）10月，上海三等无线电报局更名为上海海岸无线电台，呼号仍为XSH，并恢复收发船舶电报，该电台设在四川路B字21号上海电报局内。民国18年（1929年），吴淞无线电报局更名为吴淞海岸电台后，和上海海岸无线电台合并为上海海岸电台，此后划归国民政府交通部国际电台管辖。
民国18年（1929年）1月，国民政府建设委员会将所属各个无线电台合并为上海无线电报局，设在民国路（今人民路）565号。民国18年（1929年）9月，国民政府交通部和国民政府建设委员会所办的上海各无线电台合并为上海无线电总台（习称“老北门电台”），仍设民国路565号，统管上海各个无线电台。
民国23年（1934年）5月1日，奉国民政府交通部指令，上海无线电总台和上海电报局合并成立新的上海电报局，统管上海的国内有线、无线电报业务，局址仍设四川路B字21号。原在民国路565号的上海无线电总台改成上海电报局无线报房。

## 江苏电政管理局
民国2年（1913年），北京政府交通部为便于管理电报线路，将全中国划分成13个电政区，每个电政区设电政管理局，由电政监督主持工作。江苏省自成一个电政区，成立江苏电政管理局，设在上海。
民国5年（1916年），北京政府交通部撤销各区电政管理局，监督一职改由一等电报局局长兼任。上海电报局局长兼理江苏电政监督，管辖江苏省54个电报局、5个电话局及江苏省境内全部电报干线、支线线路工程。民国11年（1922年）11月，北京政府交通部下令撤销各兼理电政监督，上海电报局局长兼理的江苏电政监督职权移交交通部。
因各省电政管理权被各地军阀掌握，各自为政，交通部无法统一指挥，故民国14年（1925年）恢复电政监督，不设管理局。江苏电政监督仍然驻上海，后来又撤销。

## 历任领导
清朝时，该局领导称总办。中华民国时期改称局长。该局历任领导如下：
- 郑观应（1881年3月－1882年3月，总办）
- 经元善（1882年3月－1900年1月，总办）
- 朱宝奎（1900年1月－1905年2月，总办）
- 周万鹏（1905年2月－1911年6月，总办）
- 唐元湛（1911年6月－？，总办）
- 唐元湛（？－？，局长）
- 袁长坤（？－1915年9月，局长）
- 陶廷赓（1915年10月－1916年8月，局长）
- 汪洋（1916年8月－1917年5月，局长）
- 周万鹏（1917年5月－？，局长）
- 孙丹林（？－1922年11月，局长）
- 罗肇骥（1922年11月－1922年11月，局长）
- 沈维新（1922年11月－1923年1月，局长）
- 罗肇夔（？－1924年10月，局长）
- 邢明凯（1924年10月－1924年12月，局长）
- 罗肇夔（1924年12月－1925年2月，局长）
- 汤德年（1925年2月－1925年6月，局长）
- 陈世光（1925年6月－1925年7月，局长）
- 余怀德（1925年8月－1925年10月，局长）
- 吴梯青（1925年10月－1925年10月，局长）
- 沈卓吾（1925年10月－1926年1月，局长）
- 丁达元（1926年1月－？，局长）
- 高觐寰（1926年6月－？，局长）
- 王钊欣（1927年3月－？，局长）
- 白崇庸（1927年4月－？，局长）
- 陈希曾（1927年12月－1930年8月，局长）
- 宋述樵（1930年8月－1930年9月，局长）
- 陈希曾（1930年9月－1931年2月，局长）
- 荣宝澧（1931年2月－1934年1月，局长）
- 吴保丰（1934年1月－1934年5月，局长）
- 包可永（1934年5月－1937年11月，局长）